# Evodinus clathratus
Evodinus clathratus — вид жесткокрылых из семейства усачей.

## Описание
Жук длиной от 10 до 13 мм, имеет чёрную окраску, ноги чаще рыжие, усики кольчатые; надкрылья с двумя жёлтыми, часто разбитыми перевязями и мелкими пятнышками; рисунок изменчив. Надкрылья с мелкими продольными углублениями на основании и большими круглыми углублениями в задней части.

## Вариетет
- Evodinus clathratus var. leprieuri Pic
- Evodinus clathratus var. morginsius Pic
- Evodinus clathratus var. nigritus Pic